# Antemurale Christianitatis
Antemurale Christianitatis (lateinisch für Vormauer der Christenheit; meist übersetzt mit Bollwerk der Christenheit; kroatisch Predziđe kršćanstva) ist ein rhetorisches Topos bzw. eine Metapher, derer sich seit dem späten Mittelalter und im 16. Jahrhundert verschiedene Akteure vor allem in Ostmittel- und Südosteuropa bedienten. Diese legitimierten ihre Macht und begründeten politische, militärische und finanzielle Forderungen durch die Zuschreibung der besonderen Aufgabe, als Bollwerk das westliche Christentum gegen alle tatsächlichen und angenommenen Gefahren von außen zu verteidigen.
Mit diesem Begriff wurden Abwehrsituationen umschrieben, so zum Beispiel der Kampf der russischen Christen gegen den Mongolensturm oder der polnischen Katholiken gegen die russische Orthodoxie und den Islam und insbesondere die Osmanen.
Im Falle der Kroaten und der Polen wurde die Vorstellung „Bollwerk der Christenheit“ zu sein, zum Bestandteil des nationalen Selbstverständnisses und meint dies nicht nur im religiösen Sinn, sondern umfasst auch die Vorstellung der Verteidigung der kulturellen, politischen und ethischen Werte des westlichen Europas vor dem Osten.

## Entstehung
Erstmals gebrauchte Bernhard von Clairvaux (1090–1153) den Begriff antemurale christianitatis im Jahr 1143 im Zusammenhang mit fränkischen Kriegern, die Edessa (heute Şanlıurfa/Türkei) vor muslimischen Seldschuken verteidigten.

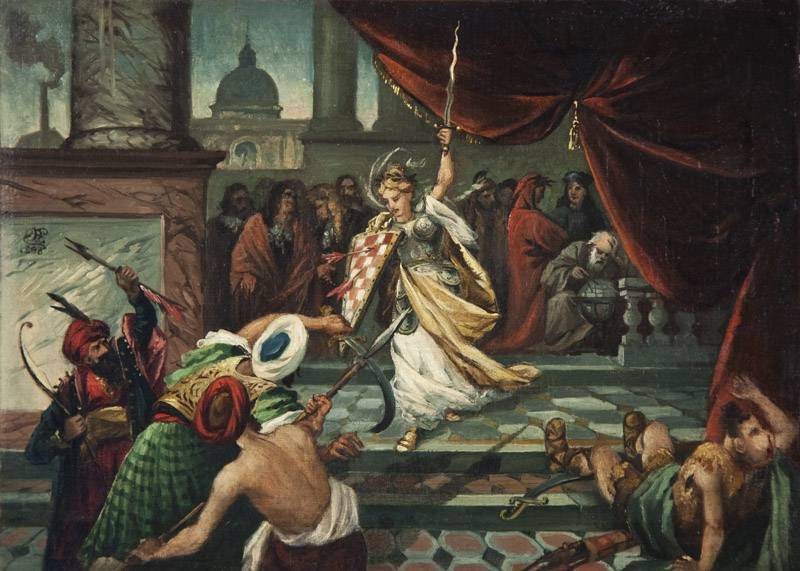
Allegorische Darstellung Kroatiens als Antemurale Christianitatis: Mutter Kroatien verteidigt mit Schwert und kroatischem Schild die westliche Kultur und den Glauben gegen die angreifenden Osmanen (Ferdinand von Quiquerez-Beaujeu, 1892)

Als die Osmanen im Jahr 1453 Konstantinopel eroberten, rief Papst Kalixt III. die Christenheit zum Kreuzzug auf. Im christlichen Heer, das im Jahr 1456 das Osmanische Heer in der Schlacht bei Belgrad besiegte, soll sich auch eine große Zahl an Kroaten befunden haben, die der später heiliggesprochene Franziskaner Johannes von Kapistran (1386–1456) anführte. Zu jener Zeit kamen sehr viele Kroaten im Abwehrkämpfen um. Insbesondere im Jahr 1493, als in der Schlacht auf dem Krbavsko Polje etwa 10.000 Kroaten und ein Großteil der damaligen Aristokratie umkam.
Papst Leo X. bezeichnete die Kroaten im Jahr 1519 als „scutum solidissimum et antemurale christianitatis“ (festen Schild und Vormauer der Christenheit), weil sie gegen die Ausbreitung des Osmanischen Reiches nach Europa Widerstand leisteten. So bezeichnete auch Ferdinand von Habsburg (1503–1564) auf dem Reichstag zu Nürnberg im Jahr 1522, die Kroaten als Vormauer der christlichen Welt vor dem osmanischen Ansturm.
Diese Epoche dieser heftigsten Abwehrkämpfe gegen die vorrückenden Osmanen im 16. und 17. Jahrhundert, wurde nach einem 1703 erschienenen Gedicht Paul Ritter-Vitezovićs als „Plorantis Croatiae saecula duo“ (die zwei Jahrhunderte des trauernden Kroatiens) bekannt.
Die Idee der Antemurale Christianitatis übertrug sich nach der Schlacht am Kahlenberg im Jahr 1683 unter Jan Sobieski, mit der die Zurückdrängung der Osmanen vom Balkan begann, in das Gedächtnis der katholischen Polen und damit schließlich auf Polen.